# The Prophet Speaks
The Prophet Speaks je čtyřicáté sólové studiové album severoirského zpěváka Vana Morrisona. Vydáno bylo dne 7. prosinec roku 2018, kdy jej uvedla společnost Caroline International. Kromě šesti autorských písní obsahuje osm coververzí, například od Willieho Dixona či Johna Lee Hookera. Stejně jako na albu You're Driving Me Crazy (2018) se na desce podílel varhaník Joey DeFrancesco.

## Seznam skladeb
1. Gonna Send You Back to Where I Got You From (Eddie „Cleanhead“ Vinson, Leona Blackman)
2. Dimples (John Lee Hooker, James Bracken)
3. Got to Go Where the Love Is (Van Morrison)
4. Laughin’ and Clownin' (Sam Cooke)
5. 5 am Greenwich Mean Time (Van Morrison)
6. Gotta Get You Off My Mind (Solomon Burke, Delores Burke, Josephine Burke Moore)
7. Teardrops (J. D. Harris)
8. I Love the Life I Live (Willie Dixon)
9. Worried Blues / Rollin' and Tumblin' (J.D. Harris)
10. Ain’t Gonna Moan No More (Van Morrison)
11. Love is a Five Letter Word (Gene Barge)
12. Love is Hard Work (Van Morrison)
13. Spirit Will Provide (Van Morrison)
14. The Prophet Speaks (Van Morrison)